# Felix Wolfes
Felix Wolfes   (Hannover, 2 de setembre de 1892 - Boston, 28 de març de 1971) va ser un compositor, director d'orquestra i professor de música.

## Biografia
Felix Wolfes provenia d'una família jueva amb seu a Hannover. El seu pare era l'home de negocis Paul Wolfes († 1938), la seva mare Grace Wolfes, de soltera Hamm. Va assistir a escoles a Hannover i Berlín. Després de graduar-se a l'escola secundària, va estudiar amb Georg Dohrn a Breslau fins al 1909. Del 1909 al 1911 va estudiar piano amb Robert Teichmüller i composició amb Max Reger al Conservatori de Leipzig. Des d'allà es va traslladar al Conservatori d'Estrasburg el 1911/12 estudiant amb Hans Pfitzner i Richard Strauss, al cercle d'estudiants dels quals va pertànyer aviat.
Després va treballar com a director de banda en diversos escenaris, com ara el Teatre de la ciutat d'Estrasburg (1912-1915), el Teatre de la ciutat de Colònia (1915/16), el Teatre de la Cort de Mannheim (1916/17) i el Teatre de la ciutat de Frankfurt del Main (1916/17). 1917/18). El 1918 es va convertir en el primer director de l'"Elberfeld City Theatre". De 1919 a 1923 va ocupar el mateix càrrec al teatre de la ciutat de Halle i el 1923/24 al teatre de la ciutat de Breslau. El 1924 va anar al teatre de la ciutat d'Essen. Va desenvolupar un ampli repertori operístic (focus: segle XIX). Durant aquests anys, Wolfes també va crear les reduccions per a piano de les obres de Pfitzner L'imperi fosc (1930) i El cor (1931), després que ja havia arranjat La rosa del jardí de l'amor i Palestrina per a piano durant la seva època d'estudiant. El 1925 va publicar una adaptació "per a l'escenari alemany" d'Eugeni Oneguin de Txaikovski. A més d'una obligació a Essen, va ensenyar a la "Folkwangschule".

Des de 1931 fins a la primavera de 1933, Wolfes va ser director de l'Òpera dels Teatres Municipals de Dortmund. La seva destitució es va produir immediatament després que els nacionalsocialistes arribessin al poder. El 18 de març de 1933, el director regional del nord-oest de la Lliga de Combat per a la Cultura Alemanya, Paul Lagemann, va exigir al ministre de Cultura prussià en funcions, Bernhard Rust,
"l'eliminació del director d'òpera jueu Wolfes, tot i que és un amic íntim de Pfitzner."
Es van produir esdeveniments dramàtics. Tot i que estava de baixa des del 15 de març (aquell dia Pfitzner va escriure directament a Hitler i li va demanar que anul·lés el seu acomiadament, Wolfes va rebre inesperadament la invitació per dirigir l'òpera de Puccini Tosca. Tanmateix, això era una trampa. Després d'arribar al teatre, la SA va envoltar el teatre de l'òpera de Dortmund per aconseguir-lo. Això no va funcionar perquè Wolfes, com altres quatre empleats amenaçats, va ser advertit i va poder escapar per una sortida d'emergència. En la seva angoixa, va trobar allotjament durant diverses setmanes amb el membre del grup Fritz Volkmann (a Marten). Richard Strauss també li va donar suport encarregant-li la preparació de l'arranjament per a piano de la nova òpera Arabella. El 5 de juliol de 1933, Wolfes va aparèixer per invitació personal de Strauss a l'actuació a la Semperoper de Dresden, malgrat les protestes del Ministeri d'Il·lustració Pública i Propaganda del Reich.

## L'exili i la postguerra
Wolfes va emigrar via Holanda a Neuilly, prop de París. Allà, aïllat i en gran part sense diners, va treballar en una versió per a piano de l'òpera Die schweigsame Frau per encàrrec de Strauss. Va romandre a França fins al 1936. Es guanyava la vida donant classes particulars. No se li va permetre participar en treballs artístics públics. De febrer de 1936 a novembre de 1937 va treballar com a director a l'òpera de Montecarlo per invitació del director Raoul Gunsbourg.
Al tombant de 1937/38 es va traslladar als Estats Units. Aquí va trobar un nou èxit professional. De 1938 a 1947 va ser assistent de direcció a la Metropolitan Opera de Nova York. També va ensenyar i acompanyar cantants individuals. Wolfes no dirigeix la seva pròpia orquestra des de 1933. El 1944 es va convertir en ciutadà nord-americà. El 1948 va ser nomenat professor de composició al "New England Conservatory of Music" de Boston. Va ensenyar allà i al "Tanglewood Music Center" de Lenox durant dues dècades.
Després de la guerra, Wolfes es va negar fins i tot a visitar Alemanya. No va acceptar invitacions (que es van fer en gran nombre). Fins i tot ser nomenat membre honorari de la Societat Hans Pfitzner no el va persuadir de visitar el seu país natal. Tanmateix, va continuar compromès amb la cultura alemanya, cosa que es reflecteix especialment en la selecció de textos per a les seves composicions.
El compositor i director d'orquestra Helmut Wolfes (1901–1971) és germà de Felix Wolfes.

## Obra
Composicions
Wolfes va sorgir com un compositor independent amb configuracions de cançons. Entre la poesia utilitzada hi ha obres de Hermann Hesse, Christian Morgenstern, Friedrich Nietzsche i Georg Trakl. a les primeries del segle XXI hi ha hagut un renovat interès per les seves obres, especialment als Estats Units però també a Alemanya. Encara resta pendent una mirada més aprofundida a la seva obra i vida.
Obres inèdites
Tota l'obra de Felix Wolfe es troba a la Biblioteca Houghton de la Universitat Harvard des de 1978. Inclou una àmplia gamma de materials, cartes (incloent-hi de Max Brod, Wilhelm Furtwängler, Alma Mahler-Werfel, Max Reger i Bruno Walter) i documents autobiogràfics. Entre aquests darrers hi ha cinc "quaderns" en què es recull íntegrament la correspondència de 1932 a 1937, incloses cartes a Richard Strauss i a l'editorial Fürstner de Berlín.
Els manuscrits de nombroses composicions de cançons inèdites també estan disponibles a l'obra. La seva publicació s'estava preparant l'any 2007 a l'Institut de Musicologia de la Universitat de Mainz (vegeu l'informe biennal 2007/08, p. 14).

## Catàleg d'obres
- Viola R. Dacus: Una introducció a les cançons de Felix Wolfes amb catàleg cronològic complet (Diss., UMI, Louisiana State Univ.), Ann Arbor, MI (EUA) 1995 (VII i 182 pàgines; disponible a la Bavarian State Library a Munic).
- Trenta-una cançons, 1954-59, per a veu i piano, o. O. 1959.
- Cançons seleccionades en 5 volums: per a veu i piano [Vol. 1: Veu alta / Vol 2: Veu alta / Vol 3: Veu mitjana / Vol 4: Veu mitjana / Vol 5: Veu baixa], Nova York: Mercury Music Corporation, [1960]-1963.
- 13 cançons. Arranjaments de poemes de Hermann Hesse per a veu i piano. Editat per Richard Aslanian, 2008.

## Reduccions per a piano i arranjaments escènics
- Hans Pfitzner: Die Rose vom Liebesgarten. (La rosa del jardí de l'amor). Òpera romàntica en 2 actes, preludi i seqüeles; Música Hans Pfitzner, poesia James Grun; Reducció per a piano amb text, revisada per Felix Wolfes, Leipzig: Max Brockhaus Verlag, sense data [aprox. 1915].
- Hans Pfitzner: Palestrina. Llegenda musical. Reducció completa per a piano amb text de Felix Wolfes, Berlín: A. Fürstner sense data [1916].
- Peter Txaikovski: Eugeni Oneguin. Escenes líriques en tres actes. Text després de Pushkin. Adaptació per a l'escenari alemany per Felix Wolfes, Leipzig 1925.
- Hans Pfitzner: "Das dunkle Reich" (L'imperi fosc). Una fantasia coral amb solo d'orquestra, orgue, soprano i baríton utilitzant poemes de Miquel Àngel, Goethe, C. F. Meyer i R. Dehmel. Op. 38. Traducció a l'anglès de Rosa Newmarch. Reducció per a piano de Felix Wolfes, Leipzig: Brockhaus, sense data [1930].
- Hans Pfitzner: Das Herz (El cor). Drama per a música en tres actes (quatre fotografies) de Hans Mahner Mons. Opus 39. Reducció per a piano amb text de Felix Wolfes, Berlín, Fürstner, 1931.
- Richard Strauss: Arabella. Comèdia lírica en tres actes d'Hugo von Hofmannsthal. Música de Richard Strauss. Opus 79. Reducció per a piano amb text de Felix Wolfes, Berlín, Fürstner, 1933 (365 p.).
- Richard Strauss: Die schweigsame Frau (La dona silenciosa). Òpera còmica en tres actes. Opus 80. Música de Richard Strauss. Text basat en Ben Jonson de Stefan Zweig. Reducció per a piano amb text de Felix Wolfes, Berlín: Fürstner sense data [aprox. 1935].

## Correspondència
- Marc A. Weiner: La correspondència entre Hans Pfitzner i Felix Wolfes 1933–1948, a: Memories of exile - critical reading of the autobiography after 1933 (Exile Research. An International Yearbook 2), Munich 1984, 393ff.

## Obituaris
- Hans Rectanus: Immortal Melody. Les cançons de Felix Wolfes, a: Communications from the Hans Pfitzner Society 28 (1972), 18-22.
- Rexford Harrower: In Memoriam Felix Wolfes, a: Castrum Peregrini 107–109 (1973), 166ff.